# IC 2140
IC 2140 — галактика типу GCL (кулясте скупчення) у сузір'ї Столова Гора.
Цей об'єкт міститься в оригінальній редакції індексного каталогу.